# 7373 Stashis
7373 Stashis (1979 QX9) là một tiểu hành tinh vành đai chính được phát hiện ngày 27 tháng 8 năm 1979 bởi N. S. Chernykh ở Đài vật lý thiên văn Crimean.